# Sandy Écureuil
Sandy Écureuil ou Sandy Joues au Québec, est un personnage du dessin animé Bob l'éponge.

## Présentation
C'est un écureuil femelle. Sandy a déjà travaillé au Crabe croustillant (Krusty Krab en anglais).
Elle vit avec plusieurs animaux. Sandy est la plus musclée de Bikini Bottom et la plus réputée. Sandy n'aime pas que Bob l'éponge touche à tous ses engins (il utilise sa fusée, son rétrécisseur...). Sandy affirme dans l'épisode Bob manque d'air que ses parents l'appelaient ventre-sur-pattes.

## Description

### Apparence
Sandy est un écureuil femelle brune. Elle a pour unique vêtement une combinaison d'astronaute, qui lui permet de respirer sous l'eau. Néanmoins, lorsqu'elle rentre chez elle (un bocal rempli d'air), elle apparaît souvent en bikini, tandis que les autres visiteurs doivent eux porter un bocal d'eau sur la tête pour respirer. C'est la seule espèce qui vit en dehors de l'eau.

### Personnalité
Sandy est quelqu'un de très gentil et souvent de bonne humeur, mais elle peut vite devenir agressive quand on se moque des écureuils ou de son Texas natal. Elle arrive alors à se faire respecter de tous par son extraordinaire force, elle prétend même être plus forte que Larry le Homard. Elle n'a peur de rien, elle est très courageuse et elle est carrément capable de risquer sa vie pour récupérer sa queue mangée par Le lombric géant. Sandy est une passionnée de plusieurs choses (le karaté, l'astronomie...).